# Adonijah Welch
Adonijah Welch (East Hampton, 1821. április 12. – Pasadena, 1889. március 14.) az Amerikai Egyesült Államok szenátora (Florida, 1868–1869).